# 에어버스
에어버스(영어: Airbus SE, 프랑스어: Société par Actions Simplifiée)는 프랑스, 독일, 영국, 스페인, 네덜란드의 다국적 항공기업이다. 에어버스는 3개의 핵심 부서가 있다. 에어버스의 주요 사업은 민항기 개발 및 제조이지만 국방항공부서와 헬리콥터 부서가 있다. 2019년부터 에어버스는 세계에서 가장 큰 항공기 제조사이자 헬리콥터 제조사이다.
에어버스는 2000년 프랑스의 아에로스파시알, 독일의 DASA, 스페인의 CASA를 합병한 뒤 유럽항공국방우주 회사(EADS)를 설립했다. 이 새로운 회사는 이후 미국이 제작한 여객기와 경쟁할 광폭동 항공기를 개발하고 생산하였다. 1970년 설립한 유럽 항공 우주 회사들의 합작 회사인 에어버스 인더스트리 GIE의 완전한 소유권을 취득했다. 에어버스가 다국적 기업으오 EADS는 2015년 에어버스 SE로 재브랜드했으며, 에어버스의 조립공장과 사무실은 프랑스, 독일, 스페인, 영국에 있고 최근에는 미국, 캐나다, 중화인민공화국에도 시설을 추가했다.
에어버스 본부는 네덜란드 레이던으로 등록했만, 실질적인 일일업무는 에어버스 본사 프랑스 툴루즈 인근의 블라냐크에서 수행한다. 에어버스 SE의 "SE"는 Societas Europaea의 약자이다. 에어버스 CEO는 기욤 포리이며, 에어버스는 유로 스톡스 50 주가 지수의 구성원이다. 통합 이후 에어버스 주식은 유로넥스트 파리, 프랑크푸르트 증권거래소, 마드리드 증권거래소에서 거래한다.

## 역사
현재 에어버스 SE는 1970년 에어버스 인더스트리 GIE 컨소시엄을 결성한 이후 유럽 항공 우주 산업을 통합한 산물이다. 2000년 유럽 항공 방위 우주 회사(EADS) NV를 설립했다. EADS는 보안 및 우주 활동과 관련한 다른 자회사 외에도 1992년 설립한 기존 유로콥터 SA의 지분 100%와 에어버스 인더스트리 GIE의 지분 80%를 소유했다. 2001년 에어버스 인더스트리 GIE는 단순화하여 주식회사 에어버스 SAS로 개편했다. 2006년에 EADS는 BAE 시스템즈의 에어버스 주식 중 나머지 20%를 인수했다. EADS NV는 2014년과 2015년에 각각 Airbus Group NV와 SE로 이름을 변경했다. 에어버스 그룹 SE 내 에어버스 SAS 부문의 지배구조 문제로 2017년 1월 모기업과 자회사의 집행위원회를 해산하였다. 해당 기업은 별도 법적 주체로 유지하였다. 지주회사는 2017년 4월에 현재 이름인 에어버스 SE로 명칭을 변경했다.
|  | 아에로스파시알 (est. 1970) |
|  |                            |
|  | 마트라 (est. 1937)         |
|  |                            |

|  | 다임러벤츠 (항공우주부) (est. 1926) |
|  |                                     |
|  | 도르니에 비행기공장 (est. 1922)     |
|  |                                     |
|  | 메서슈미츠뵐코브블롬 (est. 1968)    |
|  |                                     |
|  | MTU 뮌헨 (est. 1934)                |
|  |                                     |

|  | 아에로스파시알 (est. 1970) |
|  |                            |
|  | 마트라 (est. 1937)         |
|  |                            |

|  | 다임러벤츠 (항공우주부) (est. 1926) |
|  |                                     |
|  | 도르니에 비행기공장 (est. 1922)     |
|  |                                     |
|  | 메서슈미츠뵐코브블롬 (est. 1968)    |
|  |                                     |
|  | MTU 뮌헨 (est. 1934)                |
|  |                                     |

에어버스 인더스트리 GIE와 에어버스 SAS 로고는 스타일리시한 터빈 심볼, 제트 엔진의 상기, 그리고 헬베티카 블랙과 유사한 글꼴로 구성했다. 로고 색상은 각 시기마다 에어버스의 표준 항공기 외관에 반영하였다. 2000년에서 2010년 사이에 EADS 로고는 합병한 회사들 로고인 다임러크라이슬러 에어로스페이스 AG (4개의 선이 있는 별)와 아에로스파시알-마트라 (곡면 화살표)를 결합했으며, 그 후 이 요소들을 제거하고 3D 음영이 있는 새로운 글꼴을 선택했다. 이 글꼴은 에어버스 그룹 NV (2014–2015)와 에어버스 그룹 SE (2015–2017)의 로고에 그대로 유지했다.

에어버스 A300을 위한 로고
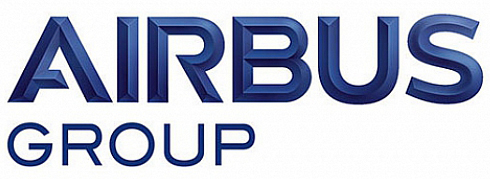
2014~2017
2017~현재

## 제품

### 민항기
에어버스 민항기 시리즈는 1972년 10월 28일에 초도 비행을 한 A300으로 시작한다. A300은 에어버스의 첫 민항기이자, 세계 최초 광폭동체 비행기였다. 1960년대 호커 시들리, 노르트 항공, 브레게 항공 사이에 260석 규모 와이드 바디 HBN 100을 제안한 유럽 제조업체들이 적극적으로 잠재적인 프로그램을 모색하였다.
| 항공기 | 제품 특징                 | 좌석 수 | 첫 비행          | 생산 종료일      | 발주   | 수주   | 미완료 | 운용 중 |
| ------ | ------------------------- | ------- | ---------------- | ---------------- | ------ | ------ | ------ | ------- |
| A220   | 엔진 2개, 협폭동체        | 108–130 | 2013년 9월 16일  |                  | 740    | 200    | 540    | 200     |
| A300   | 엔진 2개, 광폭동체        | 228–254 | 1972년 10월 28일 | 2007년 3월 27일  | 816    | 816    | —      | 283     |
| A310   | 엔진 2개, 광폭동체        | 187     | 1982년 4월 3일   | 1998년 3월 27일  | 255    | 255    | —      | 14      |
| A320   | 엔진 2개, 협폭동체        | 107–185 | 1987년 2월 22일  |                  | 16,022 | 10,230 | 5,792  | 9,653   |
| A330   | 엔진 2개, 광폭동체        | 246–300 | 1992년 11월 2일  |                  | 1,822  | 1,529  | 293    | 1,446   |
| A340   | 엔진 4개, 광폭동체        | 239–377 | 1991년 10월 25일 | 2011년 11월 10일 | 377    | 377    | —      | 214     |
| A350   | 엔진 2개, 광폭동체        | 270–350 | 2013년 6월 14일  |                  | 917    | 471    | 446    | 470     |
| A380   | 엔진 4개, 광폭동체, 2층식 | 555     | 2005년 4월 27일  | 2022년 1월 1일   | 251    | 251    | —      | 242     |

"2022년 2월 28일 기준"

### 군용기종
- 에어버스 A400M
- 에어버스 A330 MRTT
- 에어버스 A310 MRTT

### 수송기종
- 에어버스 벨루가
- 에어버스 벨루가 XL

## 개발및 시험예정
에어버스:ZEROe(제로)  (수소형 항공기) (2035년 도입예정)

## 같이 보기
- 보잉